# アルテミス (バンド)
アルテミス(Arthemis 1994年-)は、イタリア・ヴェローナ出身のパワーメタルバンドである。

## バイオグラフィ
ギターのアンドレア・マートンゲリを中心として1994年に結成され、当初はメガデスやアイアン・メイデンといったバンドのカバーやスラッシュメタルとクラシックを融合したオリジナル曲をプレイしていた。
地元のロックコンテストでの優勝(1996年)、全国ツアー、幾多のメンバーチェンジ等を経て、1999年12月にファーストアルバムである「CHURCH OF THE HOLY GHOST」を自主制作でリリースした。
2000年には現在のボーカルであるアレッシオ・ガラヴェロを加え、イタリアの名門レーベルであるアンダーグラウンド・シンフォニーと契約、再度「CHURCH OF THE HOLY GHOST」をリリースしてメジャーデビューを果たした。
同レーベルにて4枚のアルバムをリリースした後、同国の名門レーベルであるスカーレット・レコードに移籍し、2008年に通算5枚目となる「Black Society」をリリースした。
しかし、ボーカルのアレッシオ・ガラヴェロが一身上の都合により、2009年8月15日にイギリスで行なわれ、彼らも参加したヘヴィメタルのライブイベントであるブラッドストック09を最後に、脱退を表明した。
同年10月1日には、ベースのマッテオ・ガルビエールとドラムのパオロ・ペラザーニの脱退も表明されたが、各パートの後任として、フランチェスコ・ヴァレンティーニ（ボーカル、ギター）、ダミアーノ・ペラッツィーニ（ベース）、コラド・ロンターニ（ドラム）が新たに加わり、新生・アルテミスとして、2010年1月には通算6枚目となるニュー・アルバムの制作に取り掛かる予定である。

## 音楽的特徴
メロディックスピードメタルに属するが、イタリアの多くのバンドに見られるシンフォニックなスタイルとは若干異なり、ジャーマンメタルやスラッシュメタル、アメリカンハードロックの様な力強さを前面に押し出したスタイルが特徴である。

## その他
後述のパワー・クエストでの活動とは別に、ボーカルのアレッシオ、ギターのアンドレアは、イタリアのユーロビートレーベルの一つである「SCP」とも契約しており、「THE SNAKE」というユニット名でも活動している。

## メンバー

### 現在のメンバー
- ファビオ・D(Fabio D.) - ボーカル
- アンドレア・マートンジェリ(Andrea Martongelli) – ギター、ボーカル
- ジョルジオ・"JT"・テレンツィアーニ (Giorgio "JT" Terenziani) - ベース
- フランチェスコ・トレスカ (Francesco Tresca) - ドラムス

### 過去のメンバー
- アルベルト・カリーア (Alberto Caria) – ボーカル
- アレッシオ・ガラヴェロ (Alessio Garavello) – ボーカル、ギター
- フランチェスコ・ヴァレンティーニ (Francesco Valentini) – ボーカル、ギター
- マッテオ・バロッターリ (Matteo Ballottari) – ギター
- マッテオ・ガルビエ (Matteo Galbier) – ベース
- ダミアーノ・ペラッツィーニ (Damiano Perazzini) – ベース
- パオロ・ペラッツァーニ (Paolo Perazzani) – ドラムス
- アレッシオ・トルリーニ (Alessio Turrini) – ドラムス
- コラド・ロンターニ (Corrado Rontani) – ドラムス
- パオロ・カーリディ (Paolo Caridi) - ドラムス

## ディスコグラフィ
- CHURCH OF THE HOLY GHOST※日本未発売(1999年(自主製作盤)、2000年)
- THE DAMNED SHIP(2001年)
- GOLDEN DAWN(2004年)
- RETURN TO THE CHURCH OF THE HOLY GHOST※日本未発売(2004年)
- BACK FROM THE HEAT(2005年)
- BLACK SOCIETY(2008年)
- HEROES(2010年)
- LIVE FROM HELL(2014年)

## 関連
- パワー・クエスト
  - イギリスのメロディックスピードメタルバンド。メジャーデビュー時よりアレッシオ・ガラヴェロがボーカルを務め、後にアンドレア・マートンジェリもギタリストとして加入している。